# Tyler Perry's Temptation
Tyler Perry's Temptation (originaltitel Temptation: Confessions of a Marriage Counselor) är en  romantisk dramafilm  som hade premiär den 23 mars 2013; den är regisserad av Tyler Perry.
I filmen spelar Jurnee Smollett Judith, en nygift äktenskapsrådgivare som ger bra rådgivning till andra men har svårigheter att hantera problemen i sitt eget äktenskap. Andra skådespelare i filmen är bland andra Lance Gross, Vanessa L. Williams och Brandy Norwood.

## Rollista
- Jurnee Smollett – Judith[1]
- Lance Gross – Bryce[2][3]
- Vanessa L. Williams – Janice[2][3]
- Brandy Norwood – Melinda[2][3]
- Kim Kardashian – Ava[4]
- Robbie Jones – Harley[3]
- Ella Joyce – Sarah[2]
- Candice Coke – Äldre Judith